# Замок Ардтермон

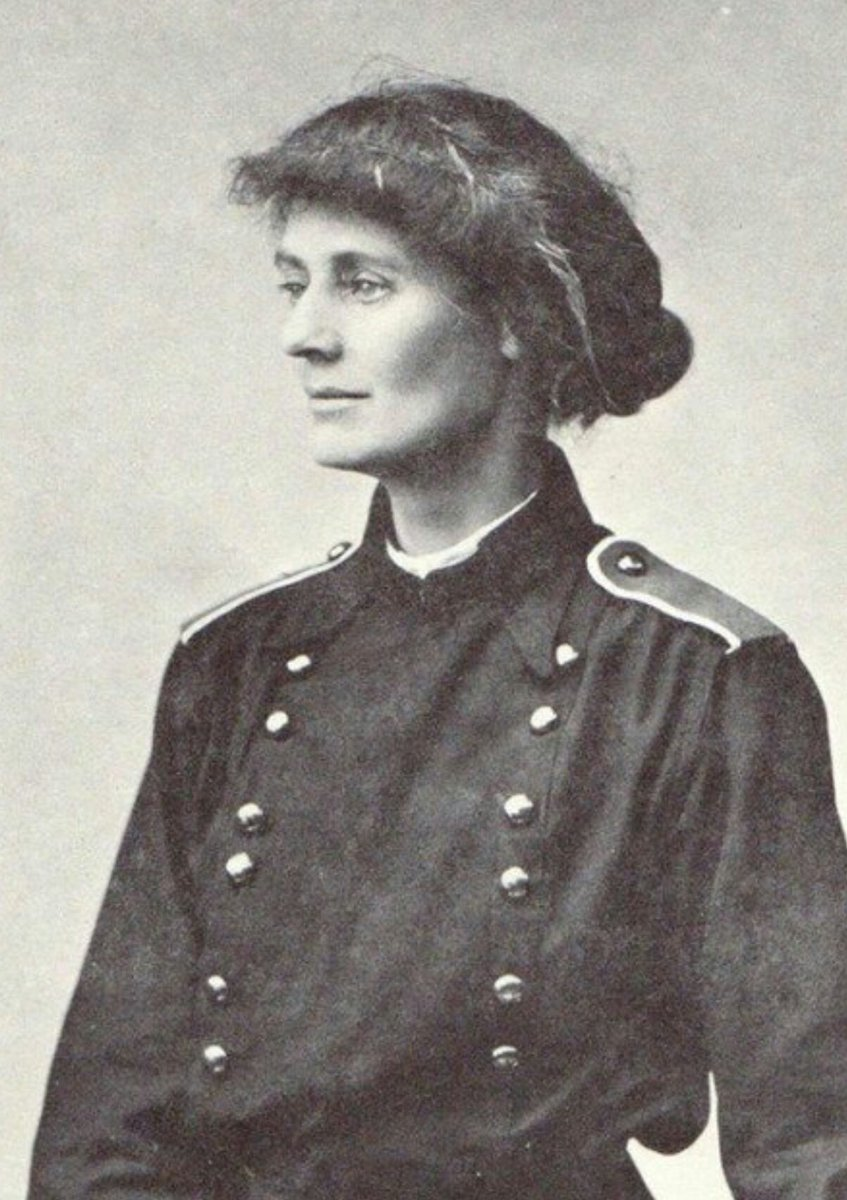
Графиня Маркевич

Замок Ардтермон (англ. Ardtermon Castle) — один із замків Ірландії, розташований в графстві Слайго. Замок побудований в 1640 році. 
Замок побудував Френсіс Гор — засновник роду Гор-Бут, що був предком Констанції Гор-Бут — борчині за свободу Ірландії. Родина Гор-Бут жила в цьому замку до початку XVIII століття, коли замок і навколишні землі спалила пожежа. Тоді вони переїхали в замок Ліссадель. На початку ХХ століття замок відреставрували і переробили його на готель Гельгер та Еріка Шиллер. 
Замок Ардтермон довгастий в плані, має круглі вежі на північній та південній стороні замку. Решта споруди — двоповерхова. Має ще додаткові кутові вежі на заході та північному заході. 
Нині замок відреставрований. Використовується як готель для любителів старовини. Замок є пам'яткою історії та архітектури Ірландії національного значення. Замок стоїть на живописному узбережжі океану, тому популярний серед туристів. Ці місця любив відвідувати лауреат Нобелівської премії з літератури Вільям Батлер Єйтс та борчиня за свободу Ірландії «графиня заколотників» Констанція Маркевич (Констанції Гор-Бут).